# أوسكار ماير
أوسكار ماير (بالألمانية: Oscar Meyer) (و. 1885 – 1954 م) هو سياسي، من ألمانيا، ولد في ميونخ، توفي في بايرويت، عن عمر يناهز 69 عاماً.

## مناصب
تولى منصب عمدة.